# Al Ernest Garcia
Allan Ernest Garcia (n. 11 martie 1887, California, SUA – d. 4 septembrie 1938, Los Angeles, California, SUA) a fost un actor american și director de casting. Este cel mai cunoscut pentru lunga sa colaborare cu Charlie Chaplin.

## Filmografie

### Anii 1910
- The Code of Honor (1911, Scurtmetraj)
- The Still Alarm (1911, Scurtmetraj) .... William Manley (ca Frank Garcia)
- The Herders (1911, Scurtmetraj) .... Pedro
- Told in the Sierras (1911, Scurtmetraj) .... John Strong - the Prospector (ca Albert Garcia)
- Slick's Romance (1911, Scurtmetraj) .... Yuba Frank (ca Al E. Garcia)
- Their Only Son (1911, Scurtmetraj) .... Guy Medford (ca Albert Garcia)
- The Regeneration of Apache Kid (1911, Scurtmetraj) .... The Apache Kid (ca Albert Garcia)
- How Algy Captured a Wild Man (1911, Scurtmetraj) .... Teddy Windleigh (ca Albert Garcia)
- Shipwrecked (1911, Scurtmetraj) .... Pierre Binbeau (ca Albert E. Garcia)
- Old Billy (1911, Scurtmetraj) .... Fire Commissioner Hewitt
- An Evil Power (1911, Scurtmetraj) .... Antonio Guiseppe (ca Al E. Garcia)
- The Cowboy's Adopted Child (1912, Scurtmetraj) .... Dan Mason (ca Al E. Garcia)
- The Secret Wedding (1912, Scurtmetraj) .... Leon Braun (ca Al E. Garcia)
- Merely a Millionaire (1912, Scurtmetraj) .... Harry Nichols
- The Bandit's Mask (1912, Scurtmetraj) .... Pedro Ramirez (ca Al E. Garcia)
- The Test (1912, Scurtmetraj) .... Dalton (ca Al E. Garcia)
- Disillusioned  (1912, Scurtmetraj) .... Henry George (ca Al E. Garcia)
- The Danites  (1912,  Scurtmetraj) .... Carter - a Danite (ca Al E. Garcia)
- Bounder (1912, Scurtmetraj) .... Pete Lopez (ca Al E. Garcia)
- The 'Epidemic' in Paradise Gulch (1912, Scurtmetraj) .... Jack Knight
- The Ones Who Suffer (1912, Scurtmetraj) .... The Prison Warden (ca Al E. Garcia)
- The End of the Romance (1912, Scurtmetraj) .... Jack Lee
- The Hand of Fate (1912, Scurtmetraj) ... Fritz (ca Al E. Garcia)
- A Humble Hero (1912, Scurtmetraj) .... 2nd Claim Jumper (ca Al E. Garcia)
- The Lost Hat (1912, Scurtmetraj) .... The Hotel Clerk (ca Al E. Garcia)
- A Reconstructed Rebel (1912, Scurtmetraj) .... Dick Winston
- The Vow of Ysobel (1912, Scurtmetraj) .... Jose
- A Messenger to Kearney (1912, Scurtmetraj) .... Palo Vasquez (ca A.E. Garcia)
- The Little Indian Martyr (1912, Scurtmetraj) .... Chiquito's Father
- The Indelible Stain (1912, Scurtmetraj) .... Juan (ca Al E. Garcia)
- The Substitute Model (1912) .... (ca Al E. Garcia)
- The Pirate's Daughter  (1912, Scurtmetraj) .... Vargas - the First Mate
- The Great Drought (1912, Scurtmetraj) .... Dominguez
- An Assisted Elopement (1912, Scurtmetraj) .... Brown - Tom's Chum (ca Al E. Garcia)
- Monte Cristo  (1912, Scurtmetraj) .... Fernand (ca Al E. Garcia)
- Her Educator (1912, Scurtmetraj) .... Jim O'Keefe (ca Al E. Garcia)
- Saved by Fire (1912, Scurtmetraj) .... J. Harden Stone
- The Girl of the Mountains (1912, Scurtmetraj) .... Jim - a Mountain Man (ca Al E. Garcia)
- Our Lady of the Pearls (1912, Scurtmetraj) .... Vincente (ca Al E. Garcia)
- A Black Hand Elopement (1913, Scurtmetraj)
- The Artist and the Brute (1913, Scurtmetraj) .... Hortez - the Animal Trainer (ca Al E. Garcia)
- Yankee Doodle Dixie (1913, Scurtmetraj) .... Parson Sneed (ca Al E. Garcia)
- The Spanish Parrot Girl (1913) .... Jose Raneros
- Margarita and the Mission Funds (1913, Scurtmetraj) .... Ramon, an Outlaw
- With Love's Eyes (1913, Scurtmetraj) .... Dunwood, An Artist
- The Tie of the Blood  (1913, Scurtmetraj) .... Mathews, A Half-Breed
- The Burglar Who Robbed Death (1913, Scurtmetraj) .... Mr. Harrison
- Lieutenant Jones (1913, Scurtmetraj) .... Capt. Stanleigh
- The Stolen Melody (1913, Scurtmetraj) .... Richard Davidge (ca A.E. Garcia)
- Woman: Past and Present (1913, Scurtmetraj) .... Father Time
- The Fighting Lieutenant (1913, Scurtmetraj) .... Don Arguello
- A Western Romance (1913, Scurtmetraj) .... Victor Kellogg
- The Reformation of Dad (1913, Scurtmetraj) .... Al B. Stone - the Circus Manager (ca Al E. Garcia)
- The Mansion of Misery (1913, Scurtmetraj) .... Prince Lorenzo
- In the Midst of the Jungle (1913, Scurtmetraj) .... (ca Al E. Garcia)
- An Actor's Romance (1913, Scurtmetraj) .... Rant - the Hungry Actor
- The Big Horn Massacre (1913, Scurtmetraj) .... Lt. Blake Stevens (ca Ernest Garcia)
- The Valley of the Moon (1914) .... Bart (ca Ernest Garcia)
- Kate Waters of the Secret Service (1914, Scurtmetraj) .... Bronson (ca Al E. Garcia)
- Rose of the Rancho (1914) .... Henchman (nemenționat)
- Young Romance (1915) .... Spagnoli (ca Al Garcia)
- After Five (1915) .... (ca Ernest Garcia)
- The Country Boy (1915) .... Jimmy Michaelson
- The Unafraid (1915, Scurtmetraj) .... Joseph
- Under Two Flags (1915, Scurtmetraj) .... Rockingham (ca Al E. Garcia)
- Gangsters of the Hills (1915, Scurtmetraj) .... Deering - of the Secret Service (ca Al E. Garcia)
- Her Atonement (1915) .... John De Forrest
- The Law at Silver Camp (1915, Scurtmetraj) .... Paul Long - a Railway Surveyor
- Clouds in Sunshine Valley (1916, Scurtmetraj) .... Jim Carr (ca Al E. Garcia)
- The Greater Power (1916, Scurtmetraj) .... Al Gordon (ca Al E. Garcia)
- The Single Code (1917) .... Rodman Wray (ca Ernesto Garcia)
- The Purple Scar (1917, Scurtmetraj) .... (ca Al E. Garcia)
- Sunlight's Last Raid (1917) .... Pedro (ca A. Garcia)
- Restitution (1918) .... Lucifer and Satan (ca Alfred Garcia)
- Baree, Son of Kazan (1918) .... 'Bush' McTaggart (ca Al Garcia)
- A Gentleman's Agreement (1918) .... Manager of Mine (ca Al Garcia)
- The Lamb and the Lion (1919) .... Red Baxter (ca Al Garcia)
- Six Feet Four (1919) .... Ben Broderick
- The Trail of the Octopus (1919) .... Wang (ca Earnest Garcia)
- The Counterfeit Trail (1919, Scurtmetraj) .... Two Spot Joe (ca Al E. Garcia)

### Anii 1920
- The Golden Trail (1920) .... Jean the Half-Breed (ca Al Garcia)
- Skyfire (1920) .... Pierre Piquet (ca Al Garcia)
- Reputation (1921) .... Leading man (stage sequence)
- The Idle Class (1921, Scurtmetraj) .... Cop in Park / Guest (nemenționat)
- Pay Day (1922, Scurtmetraj) .... Drinking Companion and Policeman
- The Three Buckaroos (1922) .... 'Card' Ritchie
- The Power God (1925) .... Weston Dore (ca Allan Garcia)
- The Gold Rush (1925) .... Prospector (nemenționat)
- The Circus (1928) .... The Circus Proprietor and Ring Master (ca Allan Garcia)
- Morgan's Last Raid (1929) .... Morgan

### Anii 1930
- City Lights (1931) .... James, The Eccentric Millionaire's Butler
- Gran jornada, La (1931) .... Flack
- The Cisco Kid (1931) .... Orderly (nemenționat)
- The Deceiver (1931) .... Payne
- Models and Wives (1931, Scurtmetraj)
- South of Santa Fe (1932) .... Captain Felipe Mendezez Gonzales Rodrigues (ca Captain Garcia)
- The Gay Desperado (1932) .... Bandit (ca Allan Garcia)
- Marido y mujer (1932) .... Dr. Burgess
- One Way Passage (1932) .... Honolulu Cigar Store Proprietor (nemenționat)
- The California Trail (1933) .... Sergeant Florez (ca Allan Garcia)
- Under the Tonto Rim (1933) .... Mexican Police Chief (ca Allan Garcia)
- Modern Times (1936) .... President of the Electro Steel Corp. (ca Allan Garcia)
- The Gay Desperado (1936) .... Police Captain
- The Last Train from Madrid (1937) .... Third Hotel Clerk (nemenționat)
- I'll Take Romance (1937) .... Allan Garcia (nemenționat)
- Blossoms on Broadway (1937) .... Opera Patron (ca Allan Garcia) (nemenționat)
- Blockade (1938) .... Minor Role (nemenționat)
- In Old Mexico (1938) .... Don Carlos Gonzales (ca Al Garcia) (ultimul său rol de film)

## Legături externe
- Al Ernest Garcia la Internet Movie Database

## Vezi și
- Listă de actori americani